# 胡红军
胡红军，中华人民共和国政治人物、全国脱贫攻坚先进个人。

## 生平
胡红军任新丰县马头镇桐木山村驻村第一书记兼扶贫工作队队长，广东省建筑工程集团有限公司党群工作部副部长。因在脱贫攻坚战中作出突出贡献，2021年2月25日全国脱贫攻坚总结表彰大会上，胡红军被授予“全国脱贫攻坚先进个人”。